# Липчанка
Липчанка (рос. Липчанка) — село у Росії, Богучарському районі Воронізької області. Адміністративний центр Липчанського сільського поселення.
Розташоване в історичній області Слобідська Україна.
Населення становить 809 осіб (370 чоловічої статі й 439 — жіночої) за переписом 2010 року (2003 року — 913 осіб, 315 дворів).

## Історія
За даними 1859 року на казенному хуторі Липчанськ Богучарського повіту Воронізької губернії мешкало 1111 осіб (540 чоловічої статі та 571 — жіночої), налічувалось 134 дворових господарства.
Станом на 1880 рік у колишній державній слободі Липчанськ Дяченківської волості мешкало 1328 осіб, налічувалось 210 дворових господарств, існували православна церква, 12 вітряних млинів.
За переписом 1897 року кількість мешканців зросла до 1576 осіб (795 чоловічої статі та 781 — жіночої), з яких всі — православної віри.
За даними 1900 року у слободі Липчанська (Липчанка) Дяченківської волості мешкало 1575 осіб (793 чоловічої статі та 782 — жіночої) переважно російського населення, налічувалось 262 дворових господарства, існували православна церква, церковно-парафіяльна школа, маслобійний і цегельний заводи, водяний і 19 вітряних млинів, мануфактурний магазин, 2 дріб'язкових і 2 винні лавки.

## Населення
| 2000 | 2005 | 2010 |
| ---- | ---- | ---- |
| 949  | ↘904 | ↘809 |

## Уродженці
- Ворсінов Григорій Трохимович — юрист, генеральний прокурор України (1995—1997).